# Gran mesquita de Lió
La gran mesquita de Lió (en francès: Grande Mosquée de Lyon) és la mesquita més gran de la metròpoli de Lió. Es va inaugurar el 30 de setembre de 1994. Té una capacitat de 3.500 fidels.